# Моряки (фильм)
«Моряки́» — советский чёрно-белый полнометражный художественный фильм.

## Сюжет
Фильм рассказывает о будущей (для 1939 года) войне на море. Подобно фильму «Если завтра война», рассказывающему о будущей войне на суше. В съёмках были задействованы корабли Черноморского флота.
Мирная жизнь. Военно-морской флот ведет боевую подготовку. В годовщину Цусимского сражения моряки вспоминают героизм русских моряков в борьбе с врагами и обещают разгромить любого врага в случае нападения.
Вскоре враг (государственная принадлежность не указывается) вторгается в советские воды. Сначала его атакуют торпедные катера, подводные лодки, самолеты. Но решающий бой произойдет между эскадрами линейных кораблей. Советский передовой отряд должен заманить врага под удар своих основных сил.

## В ролях
- Владимир Освецимский — флагман 2-го ранга Беляев
- Сергей Тимохин — дивизионный комиссар Лобода
- Антонина Максимова — старший лейтенант Галина Зорина
- Елена Егорова — лейтенант Ивановская
- Столяров, Сергей Дмитриевич — командир подлодки Александр Беляев
- Николай Макаренко — старший политрук Демченко
- Аркадий Аркадьев — капитан-лейтенант Светлов
- Алексей Краснопольский — воентехник 1-го ранга Штейн
- Григорий Плужник — командир линкора
- Сергей Петров — капитан 3-го ранга Чоглоков
- Фёдор Блажевич — командующий флотом
- Николай Комиссаров — адмирал
- Михаил Романов — командир миноносца
- Иван Клюквин — секретарь райкома (нет в титрах)
- Лаврентий Масоха — кочегар (нет в титрах)
- Константин Сорокин — Стёпа (нет в титрах)

## Съёмочная группа
- Автор сценария: Иоганн Зельцер, Сергей Абрамович-Блэк
- Режиссёр: Владимир Браун
- Главный оператор: Михаил Каплан
- Оператор: Сергей Рылло
- Композитор: Юрий Милютин
- Текст песен Василий Лебедев-Кумач
- Звукооператоры: Б. Кореньков, С. Соловьёв
- Художник: Михаил Юферов
- Ассистенты режиссёра: Михаил Юдин, Лев Зернов, И. Эйдельман
- Комбинированные съёмки: операторы Григорий Айзенберг, В. Морозов, художник-конструктор И. Сильвестрович
- Консультант: капитан I ранга Фёдор Челпанов
- Директор: Г. Лугвенев

## Критика
Кинокритик и сценарист Николай Коварский оценивал фильм следующим образом: «Странная вещь: и сценарий был написан боевым моряком …, и актёры подбирались остроумно и тщательно, и сюжет, наконец, был незаурядным, а фильм решительно не удался!».
По мнению Петра Багрова жанрово «Моряки» примыкали к целой серии оборонных фильмов, рекомендованных Агитпропом и составлявших значительную часть кинорепертуара предвоенных лет. Сюжет картины соответствовал канонам «оборонки»: вероломное нападение врага, недолгая растерянность и легкие потери с советской стороны, затем хитроумный прием (в данном случае командир инсценировал гибель подлодки) и, наконец, сокрушительная победа над противником. Не только стремительный темп, динамичный монтаж и комбинированные съемки определили успех картины. «Мирной», бытовой экспозиции, обычно занимавшей в оборонных фильмах не более пяти минут, Браун отвел почти треть фильма. Эти две части состояли из забавных разговоров, вечеринок, флирта, поездок на автомобиле по улицам приморского городка — здесь было где развернуться и актерам (прежде всего Е. Егоровой и дебютантке Антонине Максимовой), и признанному «актерскому» оператору Михаилу Каплану. Это внесло в обычную схему оборонных фильмов некоторый градус подлинности, так как «объектами» военных действий оказывались уже не условные фигуранты, но живые люди.